# Gotthold Ephraim Lessing
Gotthold Ephraim Lessing (22. ledna 1729 Kamenec – 15. února 1781, Brunšvik), byl německý básník, literární a divadelní kritik, spisovatel, filosof a tvůrce německého měšťanského dramatu. Ovlivnil v období osvícenství formování nových představ o literatuře a to zejména díky určení rozdílů mezi výtvarným uměním a poezií.

## Život
Narodil se ve městě Kamenec v Horní Lužici, kde od roku 1737 studoval gymnázium, poté (od 1741) studoval v Míšni. Studia zakončil studiem medicíny a teologie v Lipsku v letech 1746–48.
Od roku 1748 do roku 1760 pracoval jako recenzent mj. pro Vossische Zeitung. V letech 1760–1765 pracoval ve Vratislavi. Od roku 1767 byl dramaturgem u Německého Národního Divadla v Hamburku. Od 1770 pracoval jako knihovník Herzog-August-Bibliothek ve Wolfenbüttelu.
Roku 1776 se oženil s Evou Königovou, která zemřela po porodu o dva roky později (1778). Poslední léta strávil v Brunšviku, kde Gotthold Ephraim Lessing zemřel po krátké nemoci v zimě roku 1781. Příčinou smrti byl zápal plic spojený se zavodněním plic. Byl pohřben na hřbitově 'Magnifriedhof' v Braunschweigu.

## Dílo
Lessing je jedním z nejvýznačnějších spisovatelů německého osvícenství. Pro jeho díla ať kritická, náboženská či teoretická je typická ironie, vtip a polemika. V polemice používal i argumenty, které by mohli použít oponenti, což mu umožnilo vidět problematiku z více úhlů pohledu. Především v jeho náboženských spisech lze najít toleranci k jiným náboženstvím, je u něj patrná víra v rozum.
Jeho dílo provází zájem o německé divadlo, které jeho tvorba, především v oblasti teoretické a kritické, ovlivnila. Jeho vlastní hry nedosáhly významu teoretických prací. V teorii se zaměřil především na kritiku tehdy převládající literární teorie, kde kritizoval především kopírování francouzského divadla a propagoval hledání vzorů v antickém divadle, především pak Aristotela. Dalším vzorem, ke kterému se obracel, byla Shakespearova díla, která v Německu propagoval jako první. Tímto vystoupením proti klasicismu vlastně připravil půdu pro další rozvoj německého dramatu, který v této době nastal (Sturm und Drang).
Jeho vlastní hry se staly jakýmsi prototypem pozdějšího německého buržoazního divadla, resp. žánru tzv. „měšťanské truchlohry“ (německy: bürgerliches Trauerspiel).

### Drama
- Freethinker (Der Freigeist); 1749
- Židé (Die Juden) (1749)
- Miß Sara Sampson; 1755, tragédie
- Minna z Barnhelmu (Minna von Barnhelm); 1767, komedie, kritizuje krále Fridricha II.
- Emilia Galotti; 1772, tragédie, jedná se o první evropské politické drama, děj se odehrává v měšťanské rodině: Emilia odmítá sňatek s bohatým šlechticem, který jí nechal zavraždit snoubence
- Moudrý Nathan (Nathan der Weise); 1779, komedie, situovaná do Jeruzaléma v době Třetí křížové výpravy. Obsahuje podobenství o prstenech – umírající otec odkázal svým synům cenný prsten a jeho dvě kopie, které mají stejnou cenu jako originál. Nikdo už nemůže kopie rozeznat od originálu. Stejně tak je tomu s otázkou, které náboženství je pravé.

### Teoretická díla
- Anti-Goeze; 1778
- Philotas; 1759
- Gotthold Ephraim LessingLaokoon; 1766

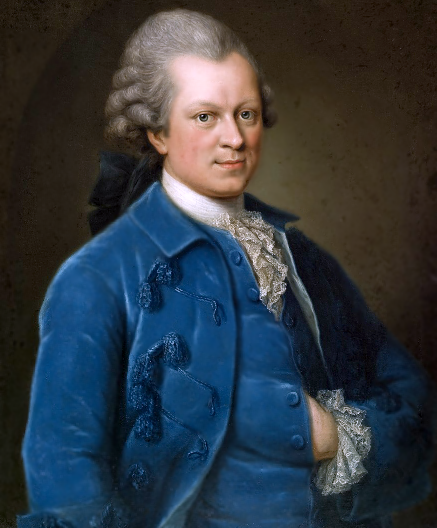
Gotthold Ephraim Lessing

- Výchova lidského pokolení (Die Erziehung des Menschengeschlechts); 1780

## Fotogalerie

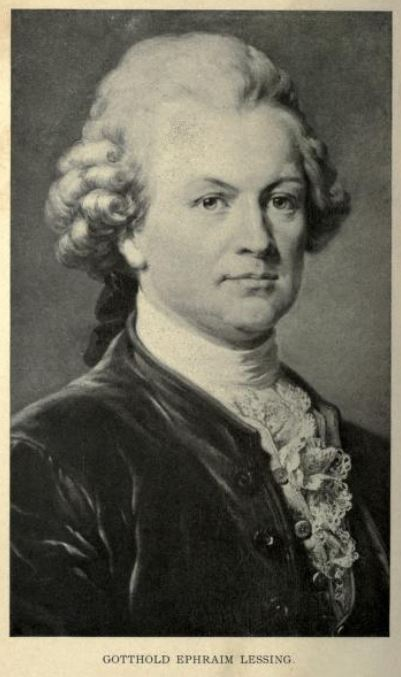
Gotthold Ephraim Lessing (portrét)
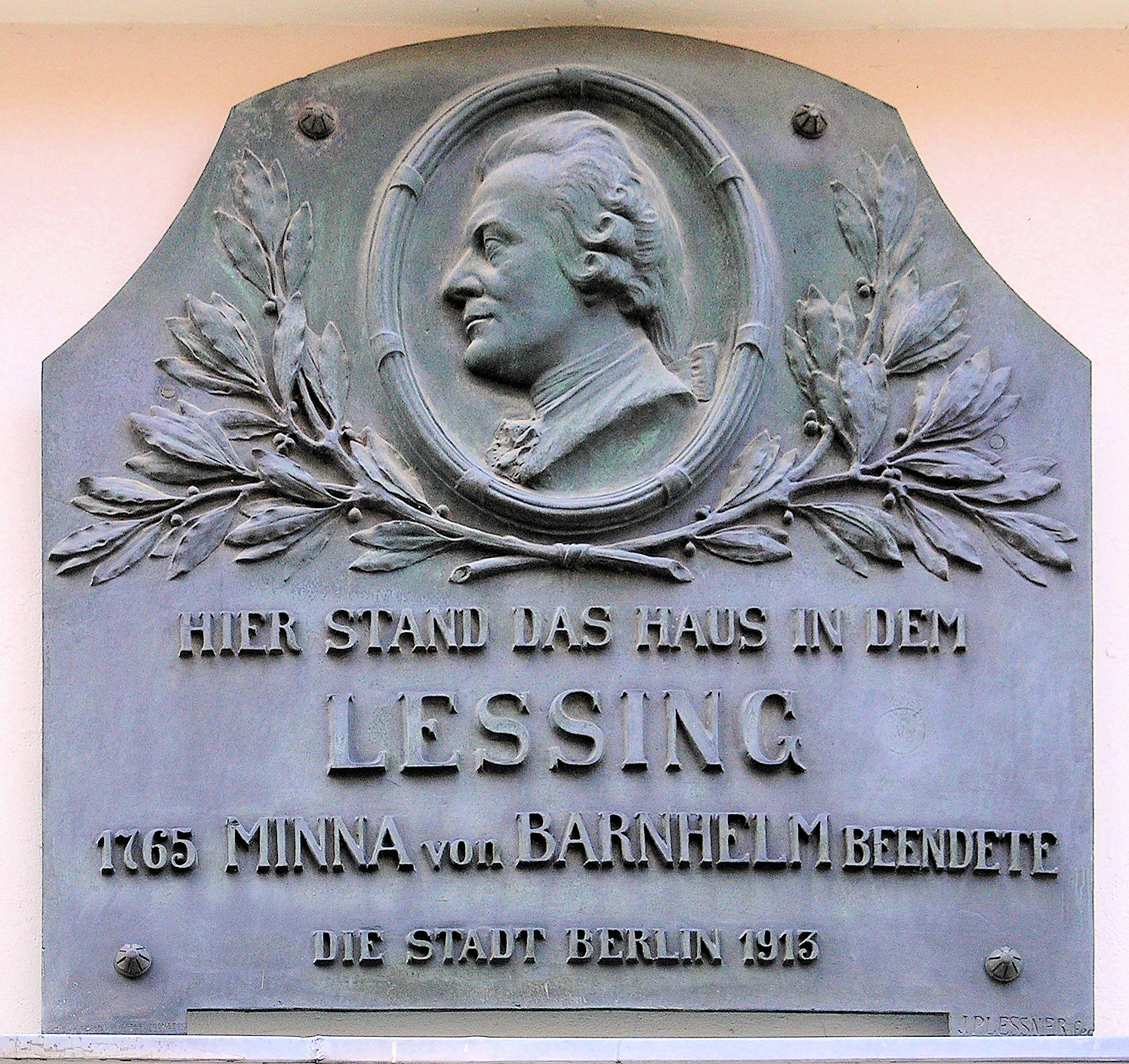
Pamětní deska v Berlíně (Nikolaikirchlatz 7)
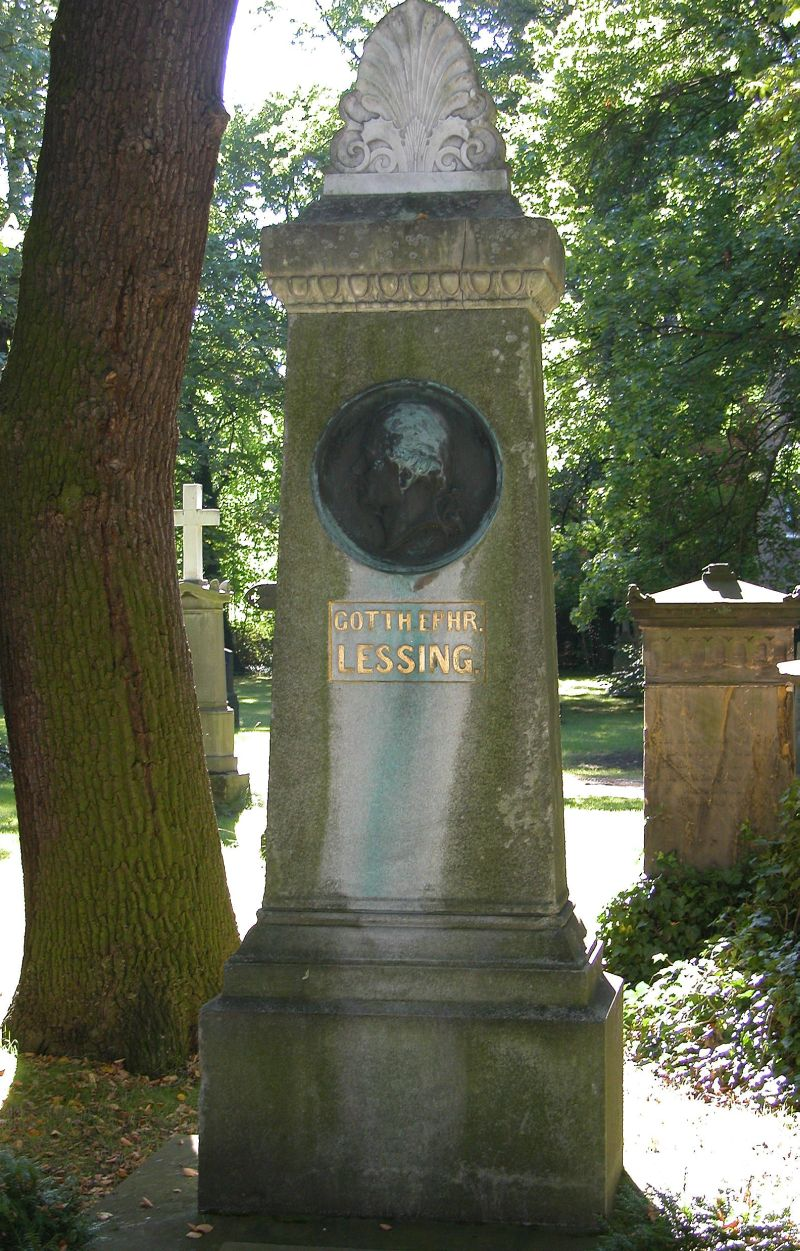
Jeho hrob v Braunschweigu ('Magnifriedhof')
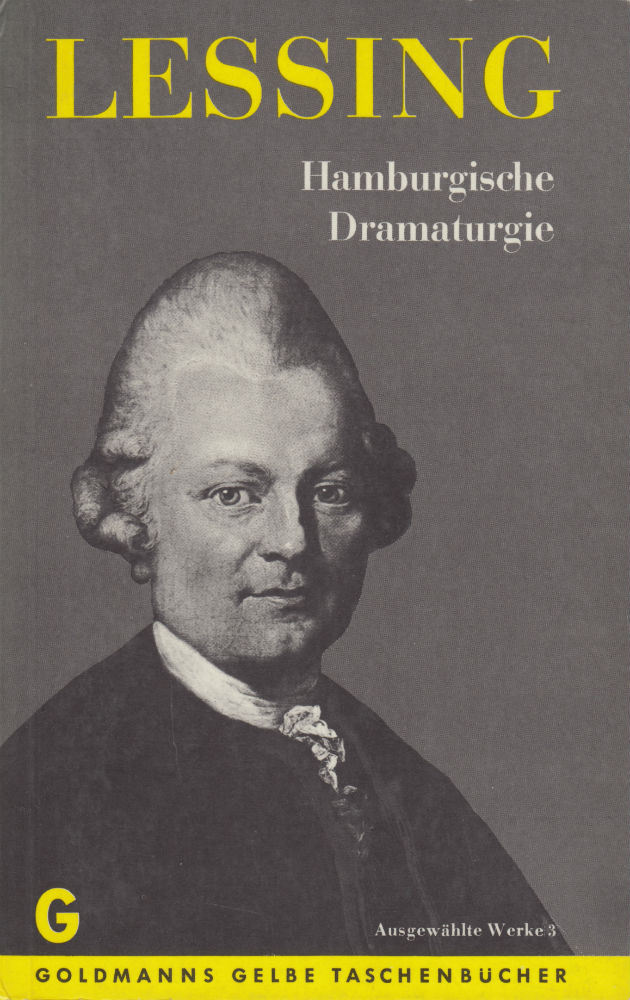
Hamburgische Dramaturgie (Gotthold Ephraim Lessing)
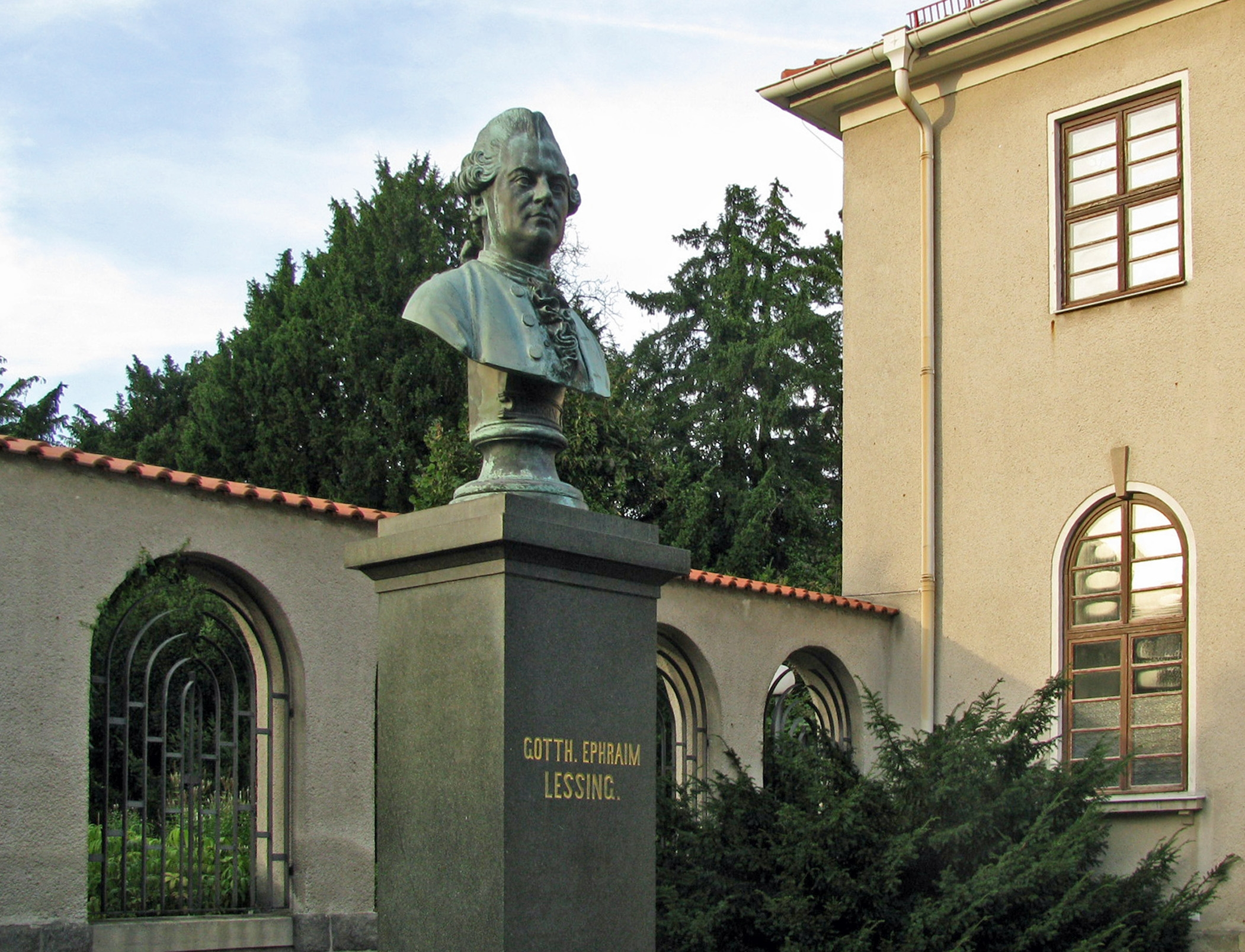
Kamenzer Lessing-Museum